# إدغار ستانتون ديفيدسون
إدغار ستانتون ديفيدسون (بالإنجليزية: Edgar Stanton Davidson)‏ هو مؤرخ أمريكي، ولد في 1897، وتوفي في 1984.